# 空中絲帶

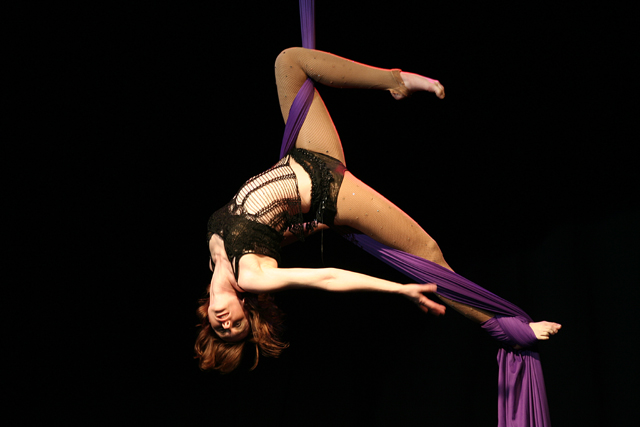
空中絲帶表演者

空中絲帶、直綢、綢吊、I型綢、V型綢（英語：Aerial Silk、Aerial Fabric、Aerial Tissu、Aerial Contortion、Aerial Ribbons、Ribbon或者Tissu）是一種表演類型，通過由一個或多個表演者懸掛在垂直絲帶上表演空中特技。表演者在沒有使用安全索的情況下爬上懸掛的絲帶，僅憑藉他們的訓練和技巧保證安全。表演者通過在絲帶上纏繞、懸掛、下墜、擺動、旋轉他們的身體做出各式各樣的姿勢。空中絲帶有時被使用於在空中飛行，表演者在飛行的過程中做出造型和動作。有些表演者會使用乾的松香或噴霧於他們的手部和腳部，幫助增加絲帶的摩擦力和緊握。

## 外部連結
- Tango in the Air （页面存档备份，存于）; Laura Dasi (video)
- （页面存档备份，存于）; Aube Suspendue (video)